# Diocesi di Sciro
La diocesi di Sciro (in latino Dioecesis Scyria) è una sede soppressa e sede titolare della Chiesa cattolica.

## Storia
Sciro, isola delle Sporadi settentrionali, è un'antica sede vescovile della Grecia. Inizialmente suffraganea dell'arcidiocesi di Corinto, nel IX secolo entrò a far parte della metropolia di Atene; così è menzionata nelle Notitiae Episcopatuum a partire da quella redatta dall'imperatore bizantino Leone VI (886-912) fino al XV secolo.
A questa diocesi Michel Le Quien attribuisce un solo vescovo nel primo millennio, Ireneo, che prese parte al concilio di Sardica del 344/347. Non è tuttavia certa l'appartenenza di questo vescovo alla diocesi di Sciro. La sigillografia ha restituito il nome di un altro vescovo, Michele, il cui sigillo è datato al VII secolo.
Quando furono istituite le diocesi di rito latino in Grecia, a seguito della quarta crociata, papa Innocenzo III confermò al primo arcivescovo latino di Atene, Berardo, le diocesi che erano state della provincia ecclesiastica di rito bizantino (1208); tra queste anche la diocesi di Sciro. Tuttavia non sono noti vescovi latini per questa sede.
Dal 1933 Sciro è annoverata tra le sedi vescovili titolari della Chiesa cattolica; la sede è vacante dal 10 dicembre 1971.

## Cronotassi

### Vescovi greci
- Ireneo † (menzionato nel 344/347)
- Michele † (VII secolo)

### Vescovi titolari
- Andrej Skrábik † (12 agosto 1939 - 21 agosto 1943 succeduto vescovo di Banská Bystrica)
- Enrique Álvarez González, O.P. † (14 marzo 1946 - 2 giugno 1948 deceduto)
- Carl Joseph Leiprecht † (7 ottobre 1948 - 4 luglio 1949 confermato vescovo di Rottenburg)
- Jules Lecouvet † (9 luglio 1949 - 31 maggio 1959 deceduto)
- Bernhard Schräder † (22 giugno 1959 - 10 dicembre 1971 deceduto)